# Isola delle Femmine
Isola delle Femmine település Olaszországban, Szicília régióban, Palermo megyében. Lakosainak száma 7041 fő (2023. január 1.). Isola delle Femmine Palermo, Torretta és Capaci községekkel határos.

## Népesség
A település lakossága az elmúlt években az alábbi módon változott:
| Lakosok száma | 7285 | 7249 | 7041 |
|               | 2017 | 2018 | 2023 |